# A Divisão
A Divisão é uma série de televisão de drama policial brasileira produzida pelo Globoplay em  produção com AfroReggae Audiovisual. A primeira temporada foi lançada em 19 de julho de 2019 no streaming.
Criada e escrita por José Júnior em parceria com José Luiz Magalhães, tem roteiro assinado por Vicente Amorim, Aurélio Aragão, Gustavo Bragança, José Luiz Magalhães, Rafael Spínola, Fernando Toste, Bárbara Velloso, Clara Meirelles e Gustavo Rademacher. As duas primeira temporadas são dirigidas por Vicente Amorim em parceria de Rodrigo Monte e contando com direção de Lipe Binder e Fábio Strazzer a partir da terceira temporada.
Estrelado por Erom Cordeiro e Silvio Guindane também conta com atuações de Natália Lage, Marcos Palmeira, Vanessa Gerbelli, Tony Tornado, Aisha Jambo, Roberta Rodrigues e Andréia Horta ao longo das temporadas.
A série faz parte da franquia Afroverso, que inclui os títulos O Jogo que Mudou a História, Arcanjo Renegado e Veronika.

## Enredo

### 1ºTemporada (2019)
No fim dos anos 90, uma onda de sequestros aterroriza o Rio de Janeiro, levando a polícia a criar a Divisão Antissequestro (DAAS). Quando a filha do influente deputado Venâncio Couto (Dalton Vigh), candidato ao governo do estado, é raptada, o chefe de polícia Paulo Gaspar (Bruce Gomlevsky) reúne uma equipe controversa para resolver o caso. Entre eles estão Mendonça (Silvio Guindane), um policial brutal que não hesita em usar a força, e Santiago (Erom Cordeiro), um inspetor com conexões perigosas no crime organizado. Juntos, eles mergulham em um submundo de corrupção e violência, onde alianças duvidosas e métodos extremos são a única forma de sobrevivência. Mas a chegada da delegada Mônica Valentim (Maria Manoella) ameaça desestabilizar o grupo, colocando em xeque a moralidade da operação. Em um jogo onde todos têm segredos, a linha entre a lei e o crime nunca foi tão tênue.

### 2ºTemporada (2020)
Eleito governador do Rio de Janeiro, Venâncio (Dalton Vigh) vê seu poder crescer, mas também revive segredos do passado de Mendonça (Silvio Guindane) e Santiago (Erom Cordeiro). Enquanto a investigação sobre o assassinato de Ramos (Thelmo Fernandes) é reaberta, a rivalidade entre Benício (Marcos Palmeira) e Roberta (Natália Lage) se intensifica. Paralelamente, Santiago, recém-saído da cadeia, se une a Mendonça e Mônica para eliminar Benício, mas a descoberta do corpo levanta suspeitas na corregedoria. Com imagens comprometedoras revelando que Roberta matou Ramos, a dupla da DAAS precisa agir antes que sejam denunciados. Seduzido pelo poder, Santiago se junta ao governador e tenta arrastar Mendonça para o esquema, mas a recusa do parceiro gera tensão entre eles. No desfecho, Santiago rompe com o político, salva Lavínia (Branca Messina) de um atentado e, ao lado de Mendonça, a convida para integrar a DAAS, selando um novo pacto entre lei e crime.

### 3ºTemporada (2023)
Em meio a uma nova onda de crimes, a DAAS enfrenta o desafio de solucionar o sequestro de uma senhora e de Armando (Marcelo Adnet), um influente empresário do ramo musical. Sob intensa pressão da mídia e da família da vítima, Mendonça (Silvio Guindane) e sua equipe traçam estratégias para o resgate, enquanto o tempo corre contra eles. Com a operação no limite, Mendonça se vê mais determinado do que nunca a resolver o caso antes que seja tarde demais.

### 4ºTemporada (2025)
A cidade está cada vez mais perigosa, e a imbatível dupla da Divisão Antissequestro, acompanhada de sua equipe, segue em busca de pistas para localizar Richard Rozenbaum (Ravel Andrade), filho de Margareth Rozenbaum (Cissa Guimarães), uma juíza implacável que reabriu o inquérito contra Mendonça, acusando-o de cometer uma chacina. Para Mendonça, resgatar Richard e devolvê-lo são uma questão de honra. No entanto, à medida que a operação avança e a investigação revela um esquema ainda maior, a DAAS enfrenta desafios inesperados. No âmbito pessoal, Santiago (Erom Cordeiro) lida com o dilema de equilibrar sua carreira e o desejo de ser pai, ao lado da médica Fernanda (Cinnara Leal), enquanto se vê envolvido em uma situação impulsiva que coloca em risco sua relação e sua carreira, além de lidar com as sequelas de um aborto espontâneo e um colapso conjugal. Enquanto isso, Mendonça, genioso e implacável, não abandona o amigo, que já se tornou parte de sua família desde o momento em que o delegado quebrou a barreira entre eles.

## Elenco
| Ator/Atriz         | Personagem                           | Temporadas | Temporadas | Temporadas | Temporadas |
| Ator/Atriz         | Personagem                           | 1ª 2019    | 2ª 2020    | 3ª 2023    | 4ª 2025    |
| ------------------ | ------------------------------------ | ---------- | ---------- | ---------- | ---------- |
| Silvio Guindane    | Delegado Carlos Mendonça (Mendonça)  |            |            |            |            |
| Erom Cordeiro      | Detetive Juliano Santiago (Santiago) |            |            |            |            |
| Cinara Leal        | Drª. Fernanda Santiago               |            |            |            |            |
| Branca Messina     | Lavínia Almeida Castro               |            |            |            |            |
| Natália Lage       | Detetive Roberta Campello            |            |            |            |            |
| Rafaela Mandelli   | Drª. Ingrid Pereira                  |            |            |            |            |
| Marcos Palmeira    | Luís Henrique Benício (Benício)      |            |            |            |            |
| Bruce Gomlevsky    | Paulo Gaspar                         |            |            |            |            |
| Dalton Vigh        | Deputado Venâncio Couto              |            |            |            |            |
| Vanessa Gerbelli   | Raquel Couto                         |            |            |            |            |
| Thelmo Fernandes   | Antônio Ramos                        |            |            |            |            |
| Augusto Madeira    | Tavinho Cordeiro                     |            |            |            |            |
| Aisha Jambo        | Andrea Ferraz                        |            |            |            |            |
| Gabriel Godoy      | Marcelo Lima                         |            |            |            |            |
| Tony Tornado       | Zacarias Mendonça                    |            |            |            |            |
| Neuza Borges       | Amélia Mendonça                      |            |            |            |            |
| Marcelo Adnet      | Armando Lima                         |            |            |            |            |
| Nívea Maria        | Nathalia Lima                        |            |            |            |            |
| Ravel Andrade      | Richard Rozenbaum                    |            |            |            |            |
| Cissa Guimarães    | Margareth Rozenbaum                  |            |            |            |            |
| Roberta Rodrigues  | Karen Medeiros                       |            |            |            |            |
| Andréia Horta      | Lorena Silveira                      |            |            |            |            |
| Hanna Romanazzi    | Camila Couto                         |            |            |            |            |
| Guilherme Dellorto | Castelo                              |            |            |            |            |
| Osvaldo Mil        | José de Moura Dantas                 |            |            |            |            |
| Marcello Gonçalves | Bosco                                |            |            |            |            |
| Lúcio Andrey       | Jaílson                              |            |            |            |            |
| Alice Morena       | Lícia Mendonça                       |            |            |            |            |
| Felipe Roque       | William Ribeiro                      |            |            |            |            |
| Rogério Casanova   | Estefano Soares                      |            |            |            |            |
| Thiago Thomé       | Mateus Frota                         |            |            |            |            |
| Rafa de Martins    | Carolina Bastos                      |            |            |            |            |
| Eduardo Lago       | Gilberto Rozenbaum                   |            |            |            |            |
| Darlan Cunha       | Romildo Alves                        |            |            |            |            |

### Participações especiais
| Lista de participações especiais | Lista de participações especiais |
| 1º Temporada (2019)              | 1º Temporada (2019)              |
| Intérprete                       | Personagem                       |
| -------------------------------- | -------------------------------- |
| Iziane Mascarenhas               | Ana Maria da Silveira Lima       |
| Nill Marcondes                   | Cosme                            |
| Helena Fernandes                 | Nina Borba                       |
| Gabriel Moreira                  | Francisco de Godoy Lima          |
| Maria Manoella                   | Mônica Valentim                  |
| Felipe Rocha                     | Jorge Xavier                     |
| Henrique Pires                   | Antunes                          |
| Karina Marthin                   | Verônica                         |
| Graça Ottoni                     | Sílvia                           |
| 2º Temporada (2020)              |                                  |
| Intérprete                       | Personagem                       |
| Val Perré                        | Régis                            |
| Arthur Bispo Coutinho            | Sacolé                           |
| Erika Riba                       | Cíntia                           |
| Cláudio Galvan                   | Angelim                          |
| Danilo Lemos                     | Piupiu                           |
| 3º Temporada (2023)              |                                  |
| Intérprete                       | Personagem                       |
| Henrique Taxman                  | Ricardo                          |
| Nilvan Santos                    | Juraci                           |
| Oscar Calixto                    | Wagner                           |
| Billy Blanco Jr.                 | Político                         |
| Dudu Nobre                       | Ele mesmo                        |
| 4º Temporada (2025)              |                                  |
| Intérprete                       | Personagem                       |
| Isabella Santoni                 | Marcela                          |
| Catarina Abdalla                 | Tia Neuma                        |

## Episódios

### Resumo da série
| Temporada | Temporada | Episódios | Episódios | Originalmente lançado  |
| --------- | --------- | --------- | --------- | ---------------------- |
|           | 1         | 5         | 5         | 19 de julho de 2019    |
|           | 2         | 5         | 5         | 10 de setembro de 2020 |
|           | 3         | 5         | 5         | 29 de setembro de 2023 |
|           | 4         | 5         | 5         | 9 de março de 2025     |